# بالو قية
بالو قية هي قرية في مقاطعة مشكين شهر، إيران. عدد سكان هذه القرية هو 133 في سنة 2006.